# Православие в Финляндии
Православие в Финляндии (фин. Ortodoksisuus Suomessa) — одна из традиционных христианских деноминаций, получившая распространение на территории Финляндии с XII века. Православие исповедует около 1 % населения страны.
Православная церковь Финляндии, входящая с 1923 года в юрисдикцию Константинопольского Патриархата признана в стране в качестве государственной церкви.
Семь православных приходов на территории Финляндии принадлежат к юрисдикции Русской православной церкви и составляют благочиние Патриарших приходов Московского Патриархата.

## История православия
Первыми христианами в Финляндии были византийцы, страна была крещена в латинскую веру шведскими миссионерами. Тем не менее, восточная её область Карелия была крещена православными монахами из древнего Валаамского монастыря, расположенного на острове в Ладожском озере.
В XIII веке Финляндия оказалась местом столкновения католической Швеции и православной Руси. Большая часть Финляндии отошла к Швеции, Карелия осталась под властью Руси.
В 1617 году Карелия была захвачена шведами, которые к тому времени уже стали лютеранами. Поначалу шведы преследовали православных, но в конце XVII века их положение улучшилось.
В 1721 году Карелию вновь заняли русские, а в 1809 году Россия присоединила всю Финляндию, которая в составе России стала автономным Великим Княжеством. В 1812 году в Финляндии было уже 26 православных приходов (вероятно все они находились на территории присоединенной российскими властями к княжеству в том же году Выборгской губернии). Тем не менее лютеранство так и осталось главенствующим вероисповеданием в Финляндии. 
В 1917 году Финляндия стала независимым государством, а в 1918 году православные по давлением властей в Финляндии объявили себя автономной Церковью, связанной с Москвой. В 1921 году патриарх Московский Тихон признал этот статус. В 1923 году Финская Православная Церковь была принята в состав Константинопольского Патриархата в качестве автономной.
3 февраля 1994 года в городе Тампере был официально зарегистрирован приход Преображения Господня в юрисдикции Русской православной церкви заграницей.
В 2011 году правительство Финляндии высказало свои опасения расширением присутствия православных приходов в юрисдикции Московского Патриархата.

## Численность
Численность граждан Финляндии, принадлежащих к Православию, колебалась на протяжении столетий в зависимости от политической ситуации в стране.
В 1809—1917 годах, в период вхождения Великого княжества Финляндского в состав Российской империи, и существовании на территории Финляндии Выборгско-Финляндской епархии Русской православной церкви, число православных колебалось от 3,9 % до 1,7 % от общей численности населения.
Территориальное распределение придерживающихся православной веры также было неравномерным: в 1838 году в Выборге и Выборгской губернии проживало 30 513 человек православных, в Куопио и Куопиоской губернии — 5 111 человек, в Гельсингфорсе — 258 человек, в Нейшлоте — 156 человек.
После 1917 года число православных в Финляндии значительно сократилось и варьируется на уровне 0,9 % — 1,0 % от общего числа жителей страны.
На конец 2015 года численность мусульман в Финляндии составила более 70 тысяч человек, что вывело мусульманскую общину на второе место по числу последователей после евангелическо-лютеранской церкви и превысило число православных.

## Государственный статус
Православная церковь в Финляндии (как и лютеранская) имеет статус государственной. Это означает, что каждый верующий должен уплачивать со своих доходов церковный налог от 1,5 % до 1,9 % дохода (по состоянию на начало 2010-х годов).